# 约翰·冯·莱斯
约翰·雅各布·冯·莱斯（德語：Johann Jakob von Leers，1902年1月25日—1965年3月5日）是納粹德國武装党卫队的一位老战士、突擊隊大隊領袖、教授。冯·莱斯是納粹德國的一位意识形态理论家，在宣传部担任要职。他后来在埃及信息部任職，也曾是贾迈勒·阿卜杜-纳赛尔的顾问。他曾在胡安·裴隆治下的阿根廷出版約瑟夫·戈培爾著作，还曾在埃及为纳赛尔出版著作。他后来改信伊斯兰教，改名为奥马尔·阿明（Omar Amin）。

## 早年生活与受教育经历
1902年1月25日，冯·莱斯生于德意志帝国梅克倫堡-什未林大公國的卡尔博-菲特吕伯。后曾在柏林、基尔以及罗斯托克攻读法律，最终在外交办公室当上了专员。他曾参与过维京联盟（Bund Wiking）的自由军团（Freikorps），后亦曾加入过纳粹党青年组织鹰与鹘。1929年，冯·莱斯加入纳粹党。他的党内职务是国家社会主义学生联盟的区级领袖及发言人，于1933年参与了88名德国作家与诗人向阿道夫·希特勒宣誓效忠的德国作家忠诚宣言签字活动。

## 生涯

### 在纳粹德国
冯·莱斯以自由撰稿人的身份为纳粹党媒体撰文，他于1936年加入武装党卫队，职衔为副突击队大队领袖，最终取得了荣誉突击队大队领袖头衔。之后他在耶拿大学担任教授。最终，在戈培尔的召唤下，他来到宣传部工作。他在供职期间奉命为納粹党的宣传工作添砖加瓦，1933至1945年间，冯·莱斯共写就27部书籍。
美国史学家杰弗里·赫尔夫曾写道，冯·莱斯在1942年12月于期刊《犹太人问题》（Die Judenfrage，供知识分子阶层阅读的反犹期刊）上发表了一篇题为“犹太教与伊斯兰教之对立”的文章。这篇短文也体现出冯·莱斯与纳粹态度一致的对伊斯兰教的讨好倾向，以及他对犹太教和犹太人的强烈仇恨。

#### 现实政治
冯·莱斯拥护现实政治，提倡以关系和盟约为基础，施行无关种族的外交政策。

### 战后
冯·莱斯于1945年逃亡意大利，在那里生活了5年，之后在1950年移居阿根廷，在那里继续自己的政治宣传活动。在这段时间里，他曾为纳粹刊物《道路》（Der Weg，于1947年创办于布宜諾斯艾利斯）撰稿。阿明·侯赛尼曾感謝冯·莱斯對阿拉伯民族主义的支持。之后，他从阿根廷移居埃及。
最终冯·莱斯改宗伊斯兰教，改名为奥马尔·阿明（Omar Amin）。冯·莱斯在埃及受到侯赛尼热情欢迎，他供职于信息部，先后成為两位埃及总统穆罕默德·纳吉布、贾迈勒·阿卜杜-纳赛尔的政治顾问。他还是锡安主义研究所所长，负责反以色列政治宣传。